# Patricia Mazuy
Patricia Mazuy (Dijon, 22 de gener de 1960) és una directora i guionista francesa.

## Biografia

### Inicis
Els seus pares eren forners i els seus avis agricultors a Bresse.
Va completar els seus estudis secundaris a Dijon (lycée Carnot, Bac C amb honors). Després d'un any preparatori al Lycée Henri-IV, va començar els estudis de l'Escola d'Estudis Superiors de Comerç de París HEC, on  va participar principalment al cineclub. L'any 1982, durant una estada als Estats Units, va conèixer Agnès Varda (mentre filmava Murs Murs i Documenteur). Patricia Mazuy decideix abandonar l'HEC i dedicar-se definitivament al cinema. Es va fer amiga de l'actriu Laure Duthilleul, a qui va portar a Los Angeles per rodar un curtmetratge (Colin Maillard) i en va fer el muntatge amb l'ajuda de Sabine Mamou i d'Agnès Varda.
El 1984, va dirigir un altre curtmetratge La Boiteuse amb Laure Duthilleul i Bernard Lubat. Aleshores, Sabine Mamou li va permetre començar una carrera com a muntadora ja que va ser la seva becària a Une chambre en ville de Jacques Demy i la seva assistent a Duvar de Yılmaz Güney. També va ser la muntadora d’Agnès Varda (Sans toit ni loi, amb Sandrine Bonnaire) i després realitzadora.

### Primer llargmetratge de cinema i televisió
Del seu primer llargmetratge, Peaux de vaches, estrenat el 1989, va mostrar, segons el diari Le Monde «un poder de posada en escena notable» i ofereix a Sandrine Bonnaire un dels seus millors papers. La pel·lícula va ser seleccionada per a la secció Un certain regard del Festival de Canes el 1989, va obtenir el premi del públic al Festival Premiers Plans d'Angers el 1989 i va ser nominada al César a la millor opera prima l'any 1990 (15a cerimònia dels Premis César).
Després d'aquesta pel·lícula, no va voler fer una pel·lícula íntima i va començar a escriure un guió titulat Voleurs ! amb Yves Thomas. Era una pel·lícula ambiciosa que no va trobar la manera de finançar-la.
Després va rodar episodis per a la pantalla petita de la sèrie americana The Hitchhicker i Scene of the Crime. Mazuy creu que, en el fons, aquestes realitzacions no són realment interessant, però aquesta experiència li permet practicar per treballar ràpidament i en anglès. Arran d'un encàrrec d'Antenne 2 i del Ministeri d'Agricultura francès, va produir un documental de divulgació científica sobre la cria de bovins i la modificació genètica: Des taureaux et des vaches. Aleshores comença a estimar el camp, que abans no li interessava, i les vaques.
El 1994, Patricia Mazuy va dirigir Travolta et moi, una de les millors pel·lícules de televisió de la sèrie Tous les garçons et les filles de leur âge, del canal francoalemany Arte. Contactada l'any 1991, és la primera dels nou cineastes d'aquesta sèrie a fer la seva pel·lícula. Hi fa particiupar adolescents, alguns dels quals no són professionals; en aquesta pel·lícula torna a demostrar les seves qualitats com a directora d'actors. Travolta et moi va ser seleccionat al Festival Internacional de Cinema de Locarno i hi va guanyar un Lleopard de Bronze.
Durant un temps, va desenvolupar un projecte de pel·lícula policíaca, The Big Green, escrit per Simon Reggiani i iniciat per Philippe Carcassonne amb l'actor Elliott Gould a qui ella havia dirigir a la sèrie Le Voyageur. La pel·lícula s'havia de rodar a Mèxic i Las Vegas, però no es va completar.
El 1999, va fer actuar Emmanuelle Devos i el judoka David Douillet en una pel·lícula de televisió feta per a France 2. La Finale  (guió de Simon Reggiani) està ambientat en un habitatge de lloguer social en el moment de la Copa del Món de Futbol.

### Retorn al cinema

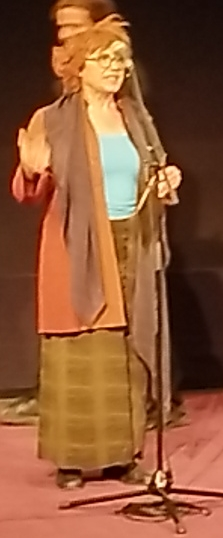
Patricia Mazuy durant la previsualització de Bowling Saturne a la Cinemateca Francesa, octubre de 2022.

El 2000 el seu segon llargmetratge, Saint-Cyr, es va estrenar a les pantalles. Va ser el productor Denis Freyd qui li va proposar dirigir aquesta pel·lícula, mentre encara estava preparant Travolta et moi. Primer va pensar que es tractava d'una pel·lícula sobre l'École Spéciale Militaire de Saint-Cyr quan en realitat és una adaptació lliure de la novel·la d’Yves Dangerfield, La Maison d'Esther: la pel·lícula explica la història de l'escola destinada a noies de la noblesa pobre per Madame de Maintenon, esposa secreta (m. 1683) de Lluís XIV de França (interpretada per Isabelle Huppert). Patricia Mazuy es refereix a aquesta pel·lícula com una "jaqueta metàl·lica amb enagües". Va ser seleccionat al Festival de Canes a la secció Un Certain Regard l'any 2000, i va rebre el Premi Jean-Vigo.
El 2004 Patricia Mazuy va dirigir amb el seu company Simon Reggiani, Basse Normandie. Es tracta d'una pel·lícula que pren com a punt de partida Apunts del subsol de Fiódor Dostoievski per parlar de la generació sacrificada punk de la qual forma part Simon Reggiani, barrejant documental i ficció i parlant també de la seva afició pels cavalls.
A la primavera de 2011, finalment va completar la pel·lícula Sport de filles amb Marina Hands, Bruno Ganz i Josiane Balasko. Marina Hands, que va dirigir el projecte durant alguns anys, encarna una dona jove d'origen camperol, amb el somni de convertir-se en genet que s'enfronta amb els problemes financers i els interessos personals del món eqüestre. La pel·lícula es projecta a la Piazza Grande del Festival de Cinema de Locarno l’11 d'agost de 2011.
Patricia Mazuy també és guionista. Primer va escriure amb Yves Thomas (Peaux de vaches, Saint Cyr), després amb la seva exparella Simon Reggiani (Basse Normandie, Sport de filles). El 2010, va signar amb François Bégaudeau una proposta cinematogràfica basada en el conte Et Dormir... que va escriure al voltant del personatge de Béatrice Merkel.
El 2015, va completar un projecte de guió escrit amb Yves Thomas i François Bégaudeau, titulat provisionalment Touche pas aux Soviets, ambientat a Moscou el 1928; el projecte restà inacabat.
A finals de la primavera de 2015, va interpretar Patricia, la mare d'Aurore a la pel·lícula de Émilie Deleuze (estrenada el gener de 2017), Jamais contente, adaptada de la novel·la de Marie Desplechin, amb Philippe Duquesne, Pauline Acquart i Alex Lutz, en particular. També va fer una gira amb Pierre Léon a Deux Rémi, deux où elle interprète le rôle de Pierrette Murat.
Va rodar a Var el 8de febrer de 2017 Paul Sanchez est revenu !, amb Zita Hanrot, Laurent Lafitte, Idir Chender, Philippe Girard, Anthony Paliotti i Achille Reggiani, pel·lícula de la que va escriure el guió amb Yves Thomas. La pel·lícula s'estrena el 18 de juliol de 2018.
El 2019, patrocina ajuts per a la creació de la Fundació Gan pel Cinema.
Participa en la restauració i digitalització de Peaux de vaches, la seva primera pel·lícula, estrenada als cinemes el 25 d'agost de 2021.
L'octubre de 2022, la Cinemateca Francesa ofereix una retrospectiva de la seva obra.
A principis del 2021 va filmar un "thriller ferotge amb un rerefons polític" titulat Bowling Saturne al pays d'Auge (Deauville) , a Lisieux i Caen (Normandia), amb Arieh Worthalter i Achille Reggiani en els papers principals,. La pel·lícula fou presentada al Festival de Locarno i fou estrenada el 26 d’octubre de 2022 a França.

### Projectes
El juliol de 2022, el canal ARTE anuncia que coproduirà la propera pel·lícula de Patricia Mazuy.
Està preparant un altre llargmetratge amb el teló de fons de la guerra d'Algèria, titulat provisionalment Gaby, on trobaria Laurent Lafitte en el paper principal.

## Filmografia

### Cinema
- 1979 : La Scarpa (curtmetratge)[25]
- 1980 : Dead Cats (curtmetratge)[26]
- 1981 : Colin-maillard (curtmetratge)[27]
- 1984 : La Boiteuse (curtmetratge)
- 1989 : Peaux de vaches
- 1992 : Des taureaux et des vaches (moyen métrage documentaire)
- 2000 : Saint-Cyr
- 2004 : Basse Normandie (coréalisateur : Simon Reggiani)
- 2011 : Sport de filles
- 2018 : Paul Sanchez est revenu !
- 2022 : Bowling Saturne

### Televisió
- 1991 : The Hitchhiker
- 1994 : Travolta et moi
- 1999 : La Finale

## Distincions
- 1987: Premi d'Ajut Creatiu de la Fundació Gan per al Cinema per Peaux de vaches
- 1989: Premi del Públic al Festival Premiers Plans d'Angers per Peaux de vaches
- 1993: Pardo de bronze per Travolta et moi al Festival Internacional de Cinema de Locarno, pel·lícula d'Arte Tous les garçons et les filles de leur âge[11]
- 2000 : 53è Festival Internacional de Cinema de Canes, Premi Joventut, en la categoria de cinema francès, per Saint Cyr
- 2000: Premi Jean Vigo de llargmetratge per Saint Cyr